# Systém APG IV

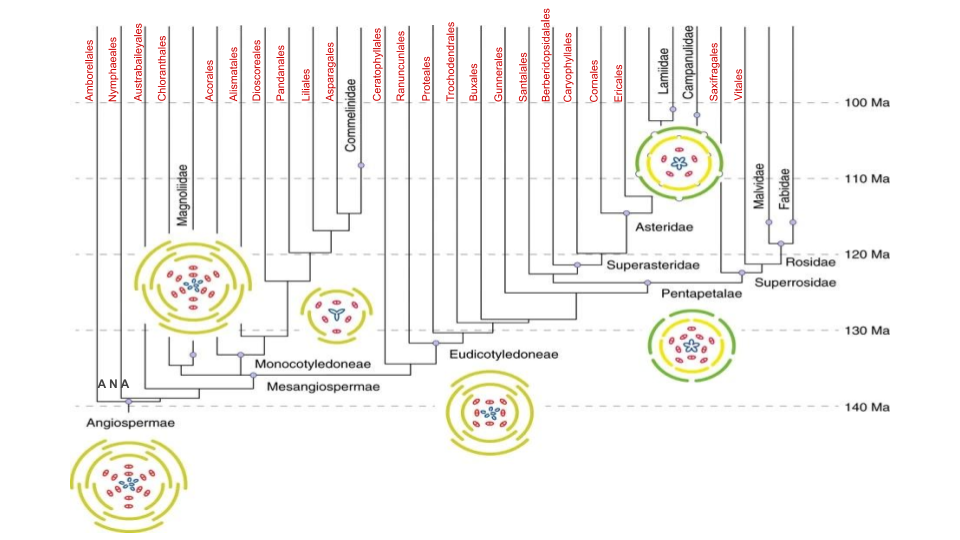
Systém APG IV

Systém APG IV je taxonomický systém krytosemenných rostlin. Byl publikován v roce 2016 jako aktualizace systému APG skupinou vědců zvanou Angiosperm Phylogeny Group
Systém APG IV navazuje na předchozí verze systému, APG I z roku 1998, APG II z roku 2003 a APG III z roku 2009. Všechny tyto systémy jsou založeny na rozsáhlé spolupráci mnoha vědců z mnoha institucí po celém světě.
Hlavními skupinami systému jsou klady jakožto přirozené, holofyletické skupiny; klasické termíny jako "třída" nebo "podtřída" systém nepoužívá.
Nová mezinárodní fylogenetická studie z r. 2024 upřesnila vzájemné příbuzenské vztahy krytosemenných rostlin a poukázala na některé neshody nových výsledků s představami založenými do APG IV.

## Změny oproti APG III
Systém APG IV zahrnuje celkem 64 řádů a 416 čeledí. Na rozdíl od předchozích verzí není v tomto systému žádná čeleď ponechána nezařazená do řádu. Je zde uvedeno celkem 7 rodů jejichž zařazení je dosud nejasné.

### Magnoliopsida
Jedinou změnou v této skupině rostlin je vřazení čeledi Hydnoraceae do Aristolochiaceae (podražcovité).

### Jednoděložné
V rámci taxonomie jednoděložných došlo pouze k nevelkým změnám. Čeleď Xanthorrhoeaceae (žlutokapovité) byla přejmenována na Asphodelaceae (asfodelovité). Monotypický rod Maundia byl vyjmut z čeledi Juncaginaceae (bařičkovité) a přeřazen do samostatné čeledi Maundiaceae v rámci stejného řádu. Do čeledi Restionaceae (lanovcovité) byly vřazeny čeledi Anarthriaceae a Centrolepidaceae.

### Dvouděložné
V rámci dvouděložných rostlin došlo k ustavení několika nových čeledí a řádů, došlo ke zpřesnění taxonomické pozice některých dříve nezařazených čeledí či rodů a některé rody byly přeřazeny do jiných čeledí. Dříve nezařazená čeleď Sabiaceae byla zařazena do řádu Proteales (proteotvaré), parazitická čeleď Apodanthaceae do řádu Cucurbitales (tykvotvaré). Pro čeledi Icacinaceae a Oncothecaceae byl ustaven nový řád Icacinales. Čeleď Metteniusaceae byla zařazena do samostatného řádu Metteniusales a bylo do ní přidáno 10 rodů z čeledi Icacinaceae. Pro rod Petenaea byla ustavena nová monotypická čeleď Petenaeaceae v rámci řádu Huerteales, rod Pteleocarpa byl zařazen do Gelsemiaceae. Z dalších nových čeledí se objevují Mazaceae (3 rody z čel. Phrymaceae), Nyssaceae (5 rodů z Cornaceae), Peraceae (5 rodů z Euphorbiaceae). Z Phytolaccaceae je vyjmuta celá podčeleď Rivinoideae a přeřazena do nové čeledi Petiveriaceae a rovněž rod Microtea do samostatné čeledi Microteaceae.
Z Molluginaceae je vyjmut rod Macarthuria a zařazen do samostatné čeledi Macarthuriaceae a také část druhů rodu Hypertelis, které jsou zařazeny do nového rodu Kewa v rámci čeledi Kewaceae. Z Capparaceae jsou vyjmuty rody Borthwickia, Forchhammeria, Stixis a Tirania a zařazeny do čel. Resedaceae. Rod Allantospermum byl přeřazen z čeledi Ixonanthaceae do Irvingiaceae, rod Pakaraimaea z Dipterocarpaceae do Cistaceae, Sanango z Loganiaceae do Gesneriaceae, Rehmannia ze Scrophulariaceae do Orobanchaceae.
Dále došlo k přejmenování čeledi Melianthaceae na Francoaceae a byla do ní vřazena čeleď Vivianiaceae. Čeleď Haptanthaceae byla vřazena do Buxaceae.

## Přehled systému APG IV

### Bazální skupiny
- Amborellales
  - Amborellaceae
- Nymphaeales
  - Cabombaceae
  - Hydatellaceae
  - Nymphaeaceae
- Austrobaileyales
  - Austrobaileyaceae
  - Schisandraceae
  - Trimeniaceae

#### Magnoliids
- Canellales
  - Canellaceae
  - Winteraceae
- Piperales
  - Aristolochiaceae (včetně Hydnoraceae a Lactoridaceae)
  - Piperaceae
  - Saururaceae
- Magnoliales
  - Annonaceae
  - Degeneriaceae
  - Eupomatiaceae
  - Himantandraceae
  - Magnoliaceae
  - Myristicaceae
- Laurales
  - Atherospermataceae
  - Calycanthaceae
  - Gomortegaceae
  - Hernandiaceae
  - Lauraceae
  - Monimiaceae
  - Siparunaceae

#### Nezařazeno v rámci bazálních linií
- Chloranthales
  - Chloranthaceae

### Monocots
- Acorales
  - Acoraceae
- Alismatales
  - Alismataceae
  - Aponogetonaceae
  - Araceae
  - Butomaceae
  - Cymodoceaceae
  - Hydrocharitaceae
  - Juncaginaceae
  - Maundiaceae
  - Posidoniaceae
  - Potamogetonaceae
  - Ruppiaceae
  - Scheuchzeriaceae
  - Tofieldiaceae
  - Zosteraceae
- Petrosaviales
  - Petrosaviaceae
- Dioscoreales
  - Burmanniaceae
  - Dioscoreaceae
  - Nartheciaceae
- Pandanales
  - Cyclanthaceae
  - Pandanaceae
  - Stemonaceae
  - Triuridaceae
  - Velloziaceae
- Liliales
  - Alstroemeriaceae
  - Campynemataceae
  - Colchicaceae
  - Corsiaceae
  - Liliaceae
  - Melanthiaceae
  - Petermanniaceae
  - Philesiaceae
  - Rhipogonaceae
  - Smilacaceae
- Asparagales
  - Amaryllidaceae
  - Asparagaceae
  - Asteliaceae
  - Blandfordiaceae
  - Boryaceae
  - Doryanthaceae
  - Hypoxidaceae
  - Iridaceae
  - Ixioliriaceae
  - Lanariaceae
  - Orchidaceae
  - Tecophilaeaceae
  - Asphodelaceae (v systému APG III jako Xanthorrhoeaceae)
  - Xeronemataceae

#### Commelinids
- Arecales
  - Arecaceae
  - Dasypogonaceae
- Commelinales
  - Commelinaceae
  - Haemodoraceae
  - Hanguanaceae
  - Philydraceae
  - Pontederiaceae
- Zingiberales
  - Cannaceae
  - Costaceae
  - Heliconiaceae
  - Lowiaceae
  - Marantaceae
  - Musaceae
  - Strelitziaceae
  - Zingiberaceae
- Poales
  - Bromeliaceae
  - Cyperaceae
  - Ecdeiocoleaceae
  - Eriocaulaceae
  - Flagellariaceae
  - Joinvilleaceae
  - Juncaceae
  - Mayacaceae
  - Poaceae
  - Rapateaceae
  - Restionaceae (včetně Anarthriaceae)
  - Thurniaceae
  - Typhaceae
  - Xyridaceae

### Pravděpodobně sesterská skupina kEudicots
- Ceratophyllales
  - Ceratophyllaceae

### Eudicots
- Ranunculales
  - Berberidaceae
  - Circaeasteraceae
  - Eupteleaceae
  - Lardizabalaceae
  - Menispermaceae
  - Papaveraceae
  - Ranunculaceae
- Proteales
  - Nelumbonaceae
  - Platanaceae
  - Proteaceae
  - Sabiaceae
- Trochodendrales
  - Trochodendraceae
- Buxales
  - Buxaceae (včetně Haptanthaceae)
- Gunnerales
  - Gunneraceae
  - Myrothamnaceae
- Dilleniales
  - Dilleniaceae

#### Superrosids
- Saxifragales
  - Altingiaceae
  - Aphanopetalaceae
  - Cercidiphyllaceae
  - Crassulaceae
  - Cynomoriaceae
  - Daphniphyllaceae
  - Grossulariaceae
  - Haloragaceae
  - Hamamelidaceae
  - Iteaceae
  - Paeoniaceae
  - Penthoraceae
  - Peridiscaceae
  - Saxifragaceae
  - Tetracarpaeaceae

##### Rosids
- Vitales
  - Vitaceae

###### Fabids
- Zygophyllales
  - Krameriaceae
  - Zygophyllaceae
- Fabales
  - Fabaceae
  - Polygalaceae
  - Quillajaceae
  - Surianaceae
- Rosales
  - Barbeyaceae
  - Cannabaceae
  - Dirachmaceae
  - Elaeagnaceae
  - Moraceae
  - Rhamnaceae
  - Rosaceae
  - Ulmaceae
  - Urticaceae
- Fagales
  - Betulaceae
  - Casuarinaceae
  - Fagaceae
  - Juglandaceae
  - Myricaceae
  - Nothofagaceae
  - Ticodendraceae
- Cucurbitales
  - Apodanthaceae
  - Anisophylleaceae
  - Begoniaceae
  - Coriariaceae
  - Corynocarpaceae
  - Cucurbitaceae
  - Datiscaceae
  - Tetramelaceae
- Celastrales
  - Celastraceae
  - Lepidobotryaceae
- Oxalidales
  - Brunelliaceae
  - Cephalotaceae
  - Connaraceae
  - Cunoniaceae
  - Elaeocarpaceae
  - Huaceae
  - Oxalidaceae
- Malpighiales
  - Achariaceae
  - Balanopaceae
  - Bonnetiaceae
  - Calophyllaceae
  - Caryocaraceae
  - Centroplacaceae
  - Chrysobalanaceae
  - Clusiaceae
  - Ctenolophonaceae
  - Dichapetalaceae
  - Elatinaceae
  - Erythroxylaceae
  - Euphorbiaceae
  - Euphroniaceae
  - Goupiaceae
  - Humiriaceae
  - Hypericaceae
  - Irvingiaceae (včetně Allantospermum)
  - Ixonanthaceae
  - Lacistemataceae
  - Linaceae
  - Lophopyxidaceae
  - Malpighiaceae
  - Ochnaceae
  - Pandaceae
  - Passifloraceae
  - Peraceae
  - Phyllanthaceae
  - Picrodendraceae
  - Podostemaceae
  - Putranjivaceae
  - Rafflesiaceae
  - Rhizophoraceae
  - Salicaceae
  - Trigoniaceae
  - Violaceae

###### Malvids
- Geraniales
  - Geraniaceae
  - Francoaceae (včetně Bersamaceae, Greyiaceae, Ledocarpaceae, Melianthaceae, Rhynchothecaceae, Vivianiaceae)
- Myrtales
  - Alzateaceae
  - Combretaceae
  - Crypteroniaceae
  - Lythraceae
  - Melastomataceae
  - Myrtaceae
  - Onagraceae
  - Penaeaceae
  - Vochysiaceae
- Crossosomatales
  - Aphloiaceae
  - Crossosomataceae
  - Geissolomataceae
  - Guamatelaceae
  - Stachyuraceae
  - Staphyleaceae
  - Strasburgeriaceae
- Picramniales
  - Picramniaceae
- Huerteales
  - Dipentodontaceae
  - Gerrardinaceae
  - Petenaeaceae
  - Tapisciaceae
- Sapindales
  - Anacardiaceae
  - Biebersteiniaceae
  - Burseraceae
  - Kirkiaceae
  - Meliaceae
  - Nitrariaceae
  - Rutaceae
  - Sapindaceae
  - Simaroubaceae
- Malvales
  - Bixaceae
  - Cistaceae (včetně Pakaraimaea)
  - Cytinaceae
  - Dipterocarpaceae
  - Malvaceae
  - Muntingiaceae
  - Neuradaceae
  - Sarcolaenaceae
  - Sphaerosepalaceae
  - Thymelaeaceae
- Brassicales
  - Akaniaceae
  - Bataceae
  - Brassicaceae
  - Capparaceae
  - Caricaceae
  - Cleomaceae
  - Emblingiaceae
  - Gyrostemonaceae
  - Koeberliniaceae
  - Limnanthaceae
  - Moringaceae
  - Pentadiplandraceae
  - Resedaceae (včetně Borthwickiaceae, Stixidaceae, Forchhammeria)
  - Salvadoraceae
  - Setchellanthaceae
  - Tovariaceae
  - Tropaeolaceae

#### Superasterids
- Berberidopsidales
  - Aextoxicaceae
  - Berberidopsidaceae
- Santalales
  - Balanophoraceae
  - Loranthaceae
  - Misodendraceae
  - Olacaceae (včetně Aptandraceae, Coulaceae, Erythropalaceae, Octoknemaceae, Strombosiaceae, Ximeniaceae)
  - Opiliaceae
  - Santalaceae (včetně Amphorogynaceae, Cervantesiaceae, Comandraceae, Nanodeaceae, Thesiaceae, Viscaceae)
  - Schoepfiaceae
- Caryophyllales
  - Achatocarpaceae
  - Aizoaceae
  - Amaranthaceae
  - Anacampserotaceae
  - Ancistrocladaceae
  - Asteropeiaceae
  - Barbeuiaceae
  - Basellaceae
  - Cactaceae
  - Caryophyllaceae
  - Didiereaceae
  - Dioncophyllaceae
  - Droseraceae
  - Drosophyllaceae
  - Frankeniaceae
  - Gisekiaceae
  - Halophytaceae
  - Kewaceae
  - Limeaceae
  - Lophiocarpaceae
  - Macarthuriaceae
  - Microteaceae
  - Molluginaceae
  - Montiaceae
  - Nepenthaceae
  - Nyctaginaceae
  - Petiveriaceae (včetně Rivinaceae)
  - Physenaceae
  - Phytolaccaceae
  - Plumbaginaceae
  - Polygonaceae
  - Portulacaceae
  - Rhabdodendraceae
  - Sarcobataceae
  - Simmondsiaceae
  - Stegnospermataceae
  - Talinaceae
  - Tamaricaceae

##### Asterids
- Cornales
  - Cornaceae
  - Curtisiaceae
  - Grubbiaceae
  - Hydrangeaceae
  - Hydrostachyaceae
  - Loasaceae
  - Nyssaceae
- Ericales
  - Actinidiaceae
  - Balsaminaceae
  - Clethraceae
  - Cyrillaceae
  - Diapensiaceae
  - Ebenaceae
  - Ericaceae
  - Fouquieriaceae
  - Lecythidaceae
  - Marcgraviaceae
  - Mitrastemonaceae
  - Pentaphylacaceae
  - Polemoniaceae
  - Primulaceae
  - Roridulaceae
  - Sapotaceae
  - Sarraceniaceae
  - Sladeniaceae
  - Styracaceae
  - Symplocaceae
  - Tetrameristaceae
  - Theaceae

###### Lamiids
- Icacinales
  - Icacinaceae
  - Oncothecaceae
- Metteniusales
  - Metteniusaceae
- Garryales
  - Eucommiaceae
  - Garryaceae
- Gentianales
  - Apocynaceae
  - Gelsemiaceae (včetně Pteleocarpaceae)
  - Gentianaceae
  - Loganiaceae
  - Rubiaceae
- Boraginales
  - Boraginaceae (včetně Codonaceae)
- Vahliales
  - Vahliaceae
- Solanales
  - Convolvulaceae
  - Hydroleaceae
  - Montiniaceae
  - Solanaceae
  - Sphenocleaceae
- Lamiales
  - Acanthaceae
  - Bignoniaceae
  - Byblidaceae
  - Calceolariaceae
  - Carlemanniaceae
  - Gesneriaceae
  - Lamiaceae
  - Lentibulariaceae
  - Linderniaceae
  - Martyniaceae
  - Mazaceae
  - Oleaceae
  - Orobanchaceae (včetně Lindenbergiaceae, Rehmanniaceae)
  - Paulowniaceae
  - Pedaliaceae
  - Phrymaceae
  - Plantaginaceae
  - Plocospermataceae
  - Schlegeliaceae
  - Scrophulariaceae
  - Stilbaceae
  - Tetrachondraceae
  - Thomandersiaceae
  - Verbenaceae

###### Campanulids
- Aquifoliales
  - Aquifoliaceae
  - Cardiopteridaceae
  - Helwingiaceae
  - Phyllonomaceae
  - Stemonuraceae
- Asterales
  - Alseuosmiaceae
  - Argophyllaceae
  - Asteraceae
  - Calyceraceae
  - Campanulaceae
  - Goodeniaceae
  - Menyanthaceae
  - Pentaphragmataceae
  - Phellinaceae
  - Rousseaceae
  - Stylidiaceae
- Escalloniales
  - Escalloniaceae
- Bruniales
  - Bruniaceae
  - Columelliaceae
- Paracryphiales
  - Paracryphiaceae
- Dipsacales
  - Adoxaceae
  - Caprifoliaceae
- Apiales
  - Apiaceae
  - Araliaceae
  - Griseliniaceae
  - Myodocarpaceae
  - Pennantiaceae
  - Pittosporaceae
  - Torricelliaceae

### Taxony s nejistým zařazením
- Atrichodendron
- Coptocheile
- Gumillea
- Hirania
- Keithia
- Poilanedora
- Rumphia[1]